# Зяблицын, Николай Терентьевич
Николай Терентьевич Зяблицын (16 мая 1904 — 14 апреля 1961) — советский военачальник, генерал-майор, начальник политического отдела 57-й (1941—1943), 68-й (1943), 44-й (1943) и 51-й (1941—1945) армий. Участник Великой Отечественной войны на Сталинградском, Северо-Западном, Южном и 4-м Украинском фронтах.

## Биография

Начальник политотдела 57-й армии, полковой комиссар Зяблицын Николай Терентьевич (справа) и его заместитель Овчинников. Лето 1942 г. Фото снято, вероятно, в начальный период Сталинградской битвы

Начальник политотдела 57-й армии, полковник Н. Т. Зяблицын (справа) вместе с начальником ОО НКВД 57-й армии Д. П. Шевченко (слева). Весна 1943 г.

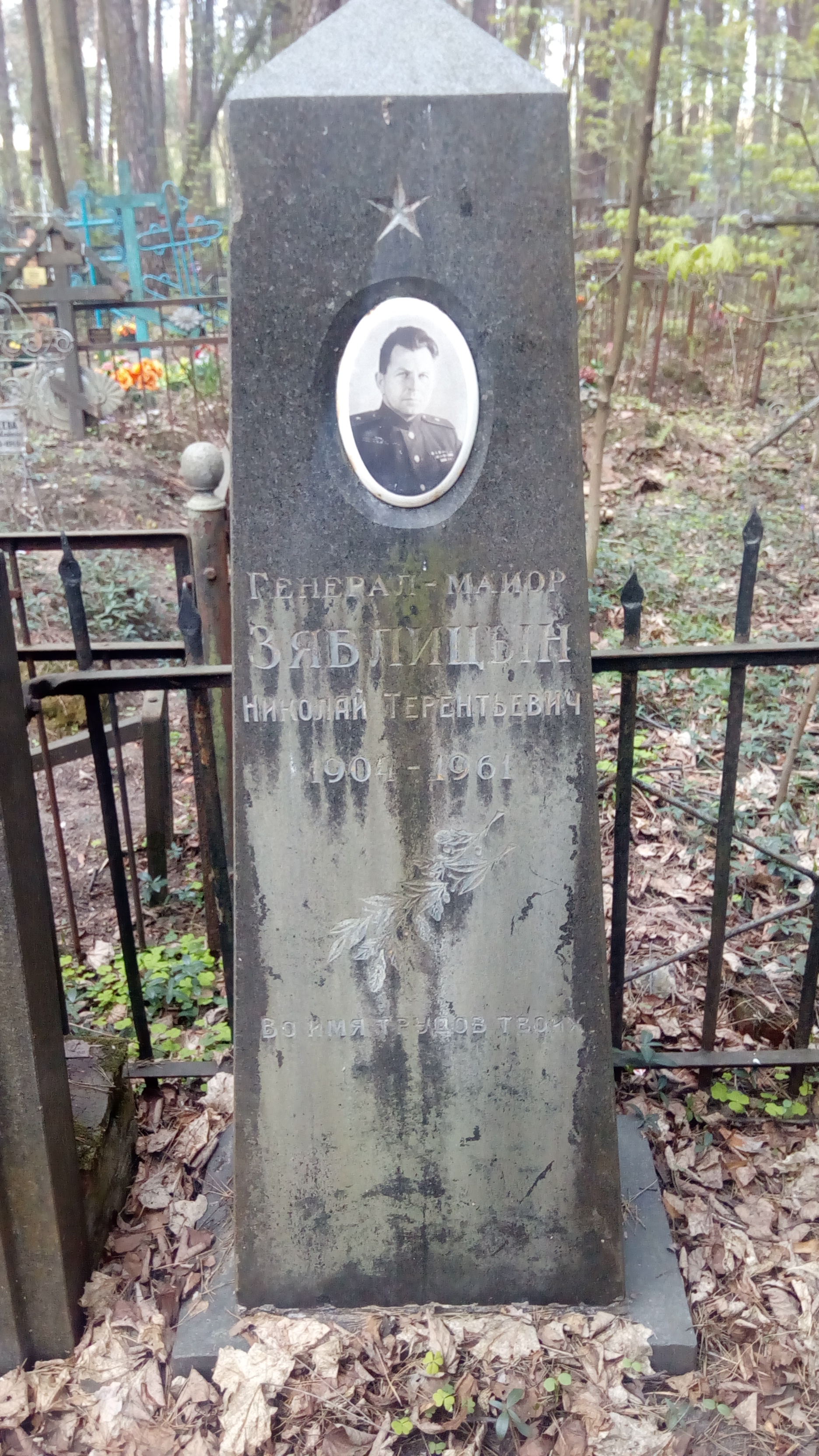
Могила на Занарском кладбище Серпухова

Николай Терентьевич Зяблицын родился 16 мая 1904 года Санкт-Петербурге.
16 ноября 1926 года был призван на службу Серпуховским районным военным комиссариатом Московской области.
Член ВКП(б) с 1927 года.
В 1941 году, будучи полевым комиссаром в должности начальника отделения пропаганды и агитации Политотдела 9-й армии, находился и работал в частях действующей армии, на передовых позициях, мобилизируя личный состав на разгром врага. В июле 1941 года в районе Бельцы с 300-м артиллерийским полком участвовал в бою, благодаря поставленной и грамотной обороне полк полтора суток сдерживал натиск врага. В августе 1941 года Н. Т. Зяблицын участвовал в бою в районе м. Колосово, где был ранен. Во время боя ему удалось восстановить положение и вновь отправить бойцов в наступление.
11 апреля 1942 года за образцовое выполнение поставленных заданий награждён орденом Красной Звезды.
5 декабря 1942 года получил звание полковника.
В качестве Высшего начальника Политотдела 57-й армии показал себя инициативным работником, умело выполняя поставленную политическую работу. Руководил соединениями, часто ездил в части, неоднократно участвовал в боях. За образцовое выполнение поставленных задач награждён 1 апреля 1943 года орденом Отечественной войны I степени.
23 ноября 1943 года получил звание генерал-майора.
Генерал-майор Н. Т. Зяблицын в составе 51-й армии работал в должности Высшего начальника Политотдела 51-й армии с ноября 1943 года по апрель 1945 года. Руководство отмечало, что своим умелым сочетанием теоретической базы, неутомимой энергией, генерал-майору удавалось проделывать большую работу по организации и проведении партийно-политической работы в Политотделах соединений и частей армии. Под его руководством и личном участии в период наступательных боёв по освобождению Советской Прибалтики произошло повышение качества партполитработы в соединениях и частях армии. Николай Терентьевич лично находился в частях и соединениях для организации работы. За проявленное усилие и образцовое выполнение боевых заданий награждён орденом Отечественной войны II степени 16 мая 1944 года и орденом Красного Знамени 22 июля 1945 года.
Во вторую половину 1940-х по 1950-е года был заместителем начальника Высшей военной академии имени К. Е. Ворошилова.
Умер 14 апреля 1961 года. Похоронен на Занарском кладбище Серпухова.

## Семья
- Мать — Зяблицына Ольга Николаевна (1873—1949)
- Жена — Зяблицына К. А. (24.04.1911—14.08.2000)
- Сын — Зяблицын Феликс Николаевич (1930—1949), курсант, трагически погиб.

## Награды
- два ордена Красной Звезды (11.04.1942, 30.04.1945)
- три ордена Красного Знамени (01.04.1943[4][5], 22.07.1945[6], 15.11.1950)
- Орден Отечественной войны I степени (01.04.1943)[7]
- Орден Отечественной войны II степени (16.05.1944)[8]
- Орден Ленина (30.12.1956) — за выслугу лет
- Медаль «За оборону Сталинграда» (22.12.1942)
- Медаль «За боевые заслуги» (03.11.1944)
- Медаль «За победу над Германией в Великой Отечественной войне 1941—1945 гг.» (23.07.1945)[9]
- Медаль «В память 800-летия Москвы» (1947)
- Юбилейная медаль «30 лет Советской Армии и Флота» (1948)